# Arithmétique des ordinateurs

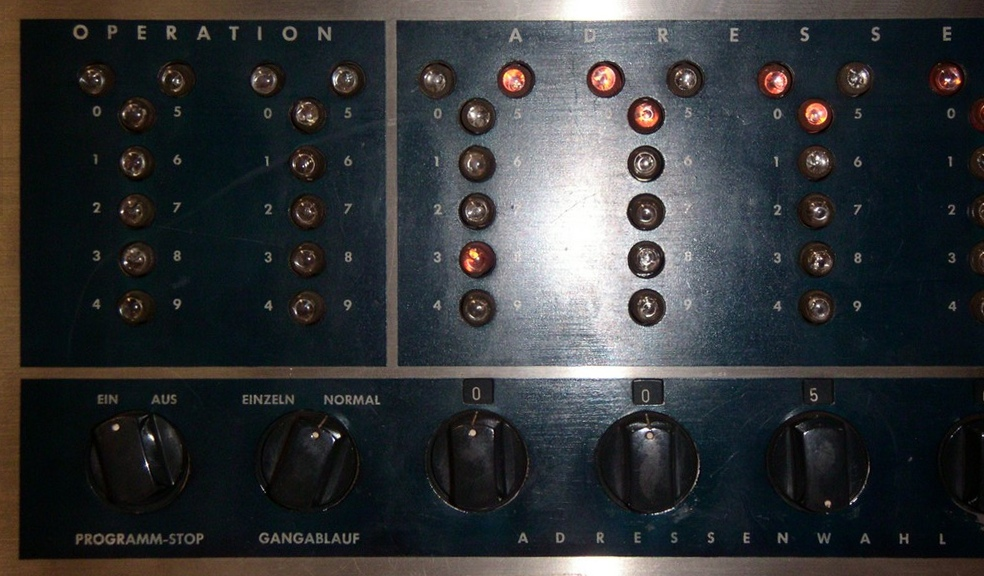
IBM 650 panel close-up of bi-quinary indicators

L'arithmétique des ordinateurs est le domaine de l'informatique qui s'intéresse aux opérations de base du calcul sur ordinateur. Parmi les questions qui relèvent de l'arithmétique des ordinateurs, on peut citer la représentation des nombres, notamment des entiers et des nombres en virgule flottante, la manière d'effectuer les opérations arithmétiques de base (addition, multiplication...) sur ces représentations, aussi bien en matériel qu'en logiciel, ou encore le calcul approché de fonctions telles que les fonctions trigonométriques. L'arithmétique des ordinateurs étudie ces opérations du point de vue notamment de l'efficacité en termes de temps de calcul et de consommation énergétique, de la fiabilité et de la précision.